# IMAM Ro.37

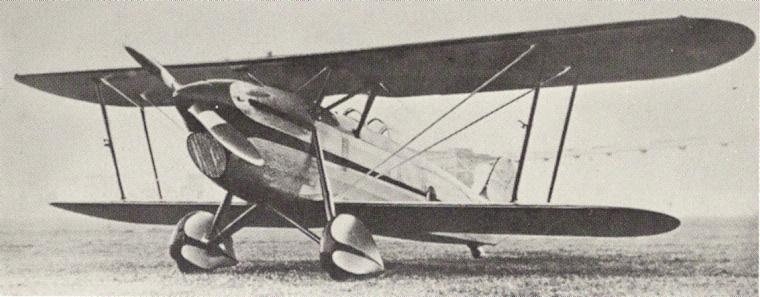
Phiên bản gốc của Ro.37 với động cơ Fiat A.30.

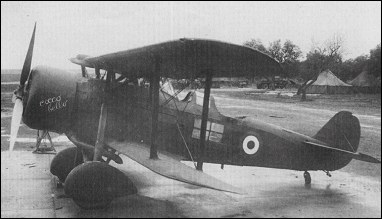
Phiên bản sản xuất chính của Ro.37 với động cơ Piaggio IX.

Meridionali Ro.37 Lince (tiếng Ý: "Lynx – Mèo rừng") là một loại máy bay trinh sát hai tầng cánh của Ý, đây là một sản phẩm của hãng Industrie Meccaniche Aeronautiche Meridionali (IMAM). Xuất hiện vào năm 1934 và có kết cấu làm bằng gỗ và kim loại. Nó tham chiến lần đầu trong cuộc nội chiến Tây Ban Nha, trong Chiến tranh thế giới II nó tham gia ở hầu hết các mặt trận, trừ mặt trận Nga và kênh Anh.
Nó kết tiếp Ro.1 làm máy bay trinh sát chủ lực cho lục quân Ý.

## Biến thể
Ro.37 – Máy bay trinh sát hai tầng cánh.
Ro 37bis – Phiên bản cải tiến.
Ro.43 – Thủy phi cơ trinh sát cho Regia Marina.
Ro.44 – Thủy phi cơ tiêm kích một chỗ cho Regia Marina.

## Quốc gia sử dụng
Afghanistan
- Không quân Afghan

 Áo
- Không quân Áo (1927-1938)

 Ecuador
- Không quân Ecuador

 Hungary
- Không quân Hungary

 Italy
- Regia Aeronautica

 Tây Ban Nha
- Không quân Tây Ban Nha

 Uruguay
- Không quân Uruguay

## Tính năng kỹ chiến thuật (Meridionali Ro.37)
Đặc điểm tổng quát
- Kíp lái: 2
- Chiều dài: 28 ft 1 in (8,56 m)
- Sải cánh: 36 ft 4 in (11,08 m)
- Chiều cao: 10 ft 4 in (3,15 m)
- Diện tích cánh: 337,46 sq ft (31,35 m²)
- Trọng lượng rỗng: 3.494 lb (1.585 kg)
- Trọng lượng cất cánh tối đa: 5.335 lb (2.420 kg)
- Động cơ: 1 × Piaggio P.IX RC.40, 560 hp (418 kW)

 Hiệu suất bay 
- Vận tốc cực đại: 205 mph (330 km/h)
- Vận tốc hành trình: 155 mph (250 km/h)
- Tầm bay: 696 dặm (1.120 km)
- Trần bay: 23.620 ft (7.200 m)

Trang bị vũ khí

- 3 súng máy Breda-SAFAT 7,7mm (0.303in)
- 397 lb (180kg) bom